# کامنارتسی
کامنارتسی (به بلغاری: Kamenartsi) یک منطقهٔ مسکونی در بلغارستان است که در شهرستان کاردژالی واقع شده‌است.